# Ольшево (Лодзинське воєводство)
Ольшево (пол. Olszewo) — село в Польщі, у гміні Єжув Бжезінського повіту Лодзинського воєводства.
У 1975-1998 роках село належало до Скерневицького воєводства.